# コーラ (飲料)

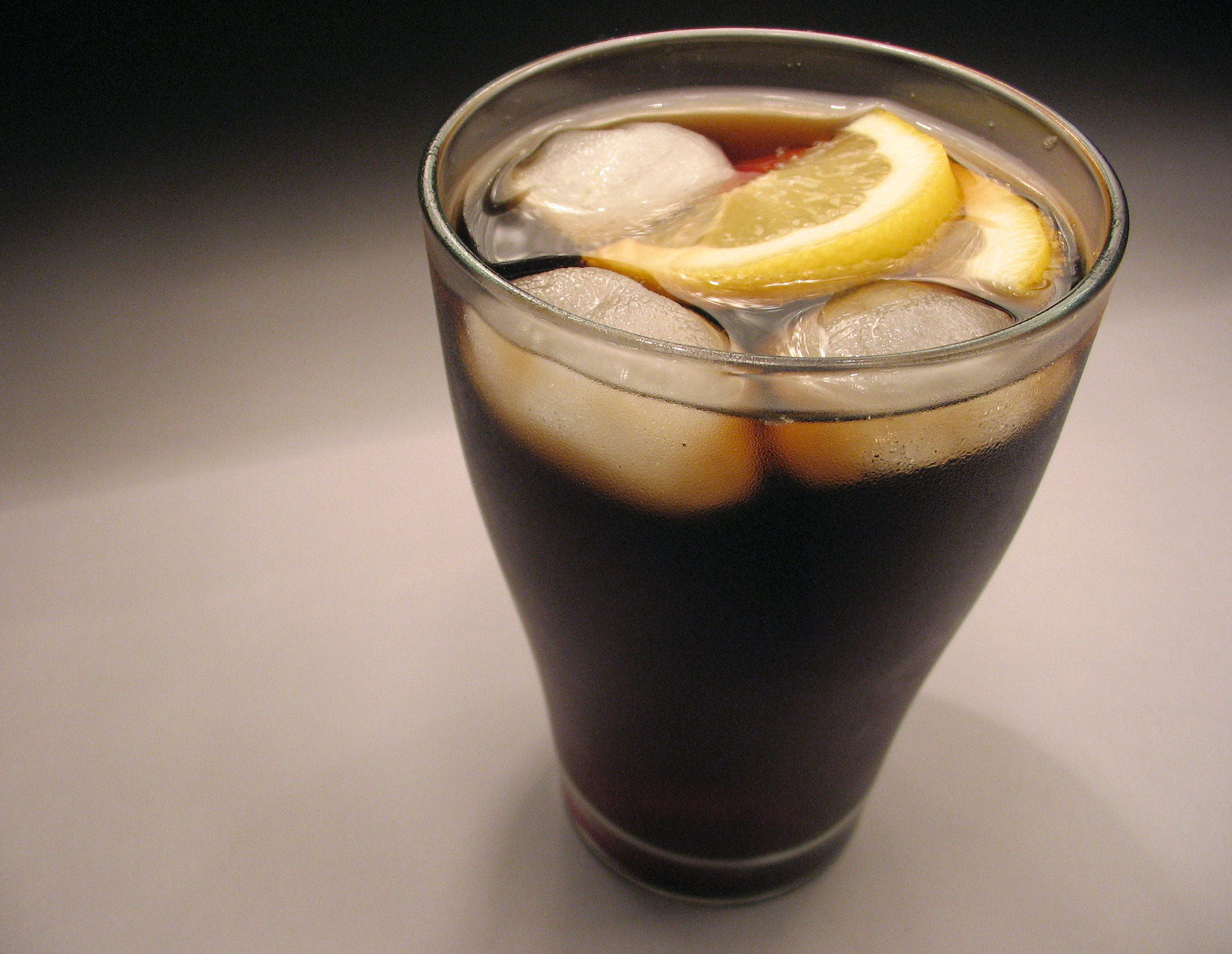
コーラ

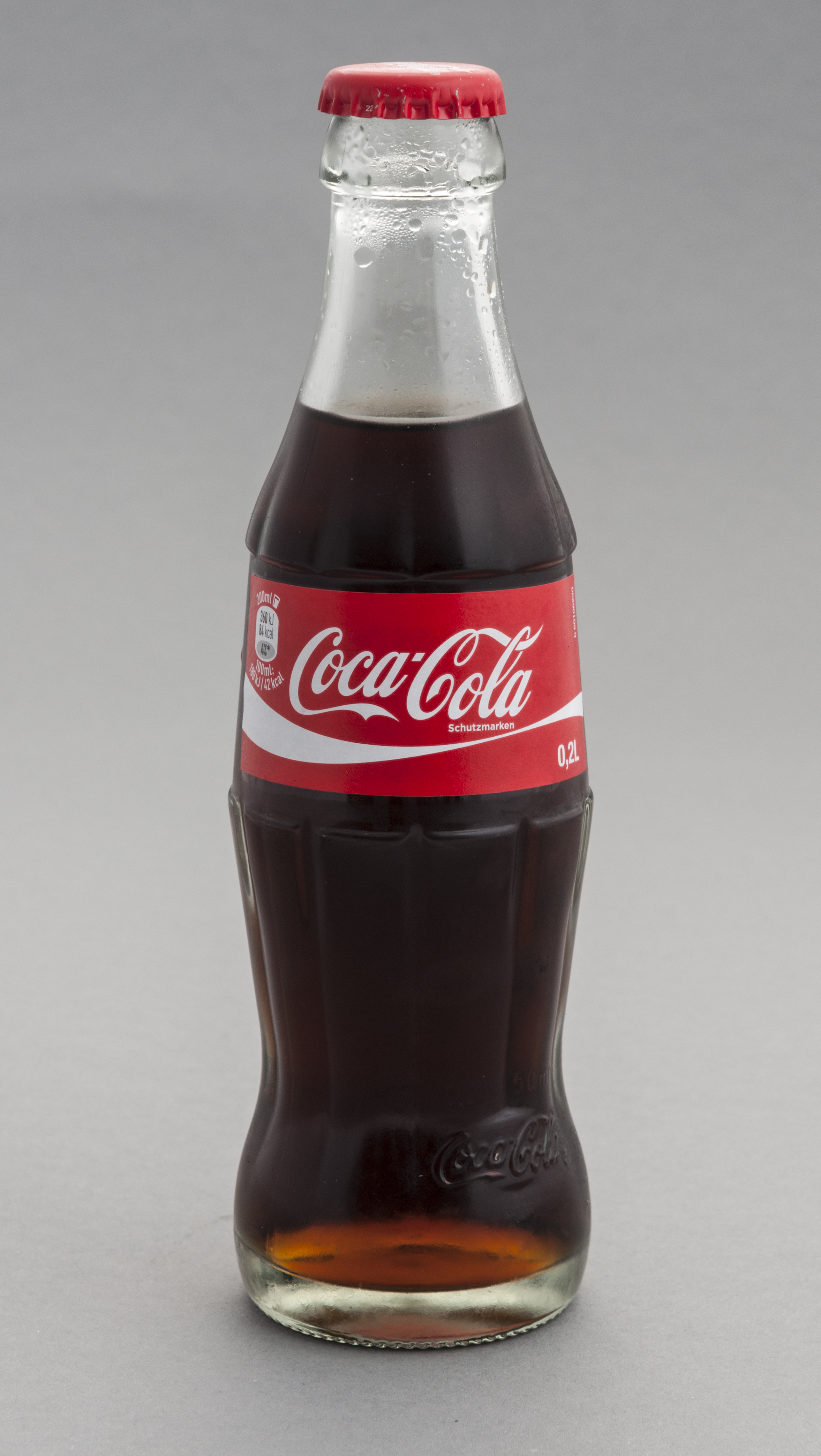
コカ・コーラ

コーラ（cola）とは、コーラの種子エキスを含んだ炭酸飲料全般を指す。ただし、コーク（Coke）はザ コカ・コーラカンパニー（コカ・コーラ社）のコーラ飲料を指す。

## 概要

### コーラ飲料
1886年にアメリカ合衆国の薬剤師ジョン・ペンバートンがコカ・コーラを開発し、発売し、その後アメリカの国民飲料となった。第二次世界大戦時にアメリカ軍によって世界各地に紹介された。日本には1912年に輸入されていたが、大衆化しなかった。
代表的な銘柄としてアメリカのコカ・コーラとペプシコーラがあるほか、世界各地の企業が独自のコーラ飲料を生産・販売している。

### カクテル
コーラは、そのまま飲用されるだけではなく、しばしば、他の飲料などと混合した上で飲用される場合がある。それらの中には、コーラを材料の1つとして使用したカクテルとして一定の知名度を持った飲み方が幾つも存在する。例えば、ウイスキーにコーラを混ぜたウイスキー・コークのように、コーラを意味する「コーク」と付く単純な名称のカクテルも見られる。一方で、ラムやライム果汁と混ぜた「クーバ・リブレ」や、赤ワインと混ぜた「カリモーチョ」、黒ビールと混ぜた「トロイの木馬」などのように、特別な名称が与えられたコーラ入りカクテルも知られる。

### 料理
コーラは、料理に用いられることもある。特に香港で食されている鶏肉のコーラ煮など、コーラを用いて具材を煮込むことがある。

## 主成分
コーラ（Cola）という名称は当初コーラの実 (kola nuts) から抽出した、カフェインを含むほろ苦い味のコーラ・エキスを用いていたことに由来している。現在はコーラの実は含まれていないのが一般的であり、コーラの実の代わりに様々な香料や調味料が用いられている。コーラの実を使わなくなった後もカフェインを添加した製品が多く見られる。
なお、ザ コカ・コーラ カンパニー（コカ・コーラ社）のコカ・コーラのレシピが秘密とされていることは有名であるが、これはコカ・コーラ社が事実を誇張した作り話である。実際には発明者であるペンバートン博士が複数の相手に対して初期のレシピを販売している。現在のレシピは公表されていないため不明であるが、初期のコカ・コーラにはコカが含まれていた。
コカ・コーラは当初、独自のシロップを水で希釈した商品で、炭酸飲料ではなかった。コカ・コーラが炭酸飲料になったのは、提供時に誤って炭酸水で希釈したことが始まりだとされている。

## 調味料

### 甘味料
一般的なコーラには甘味料が含有されている。使用されている甘味料は製品によって異なるものの、スクロース（砂糖）、グルコースやフルクトース（ブドウ糖果糖液糖、高濃度の果糖を含んだコーンシロップ）など、他の炭水化物と同様にエネルギーになる糖が用いられる。ただし、糖尿病や肥満などの原因になることを嫌って、ステビアのような天然物由来の甘味料や、アセスルファムカリウムやスクラロースなどの人工甘味料が用いられている製品も存在する。中には、人工甘味料のみが使用されている製品も存在する。
なお、ヒトの味覚では、ステビア、アセスルファムカリウム、スクラロースなどは、スクロース、グルコース、フルクトースと比べて数百倍の甘さに感じられる。このため、スクロース、グルコース、フルクトースを甘味料として用いた製品では、しばしばこれらの成分が水の次に多量に含有されているのに対して、ステビア、アセスルファムカリウム、スクラロースなどを甘味料として用いた製品の場合は、水の次に多量に含有されている成分が甘味料ではない例が見られる。

### 酸味料
一般的なコーラに含有される炭酸自体も酸味を持つものの、コーラにはしばしば酸味料も使用される。酸味料の多くはリン酸由来であり、製品によってはクエン酸やその他の酸を含む。

### 香料
香味は、コーラ以外に、レモン、ライム、ナツメグ、シナモン、カシア、コリアンダー、クローブ、ジンジャーなどが配合されている。ただし、コーラに用いられる香料は製品によって様々であり、一概には言えない。例えば、シトラスオイル（オレンジ、ライム、レモンなどの柑橘類の果皮から採取）、シナモン、バニラ、その他、複数あるコーラ飲料製造社では、これらの香料以外にその会社独自の香料を加えることで独自の製品として開発している。そうした香料の中にはナツメグやラベンダー、その他幅広い成分が含まれることがあるものの、ほとんどの人がコーラ特有の風味だと認識するのは依然としてバニラやシナモンである。安価なコーラ飲料の中には、このようなシナモンやバニラといった香味料のみで製造されているものもある。

### 着色料
製品によってはカラメル色素が用いられている。

### カフェイン
多くの製品にはカフェインが含有されており、摂取することで向精神作用も認められる。一部愛好家に至っては自嘲的に「コーラ中毒」と表現する者もある。コーラに含まれるカフェインは、元々はコーラの実のエキスによるものであったが、コスト的な問題もあり、今日では茶葉から抽出された物が主に利用されている。これはアメリカ食品医薬品局（FDA）がコーラの条件をカフェインの含有としたのが理由だった。銘柄によってはいまだにコーラの実も使われている。
なお、これらとは別に全くカフェインを添加していない製品も散見される。ただ単にカフェインを添加していないだけであっても、そのような製品は「カフェイン0」などと標榜されている例が見られる。世界初のカフェインレスコーラは1980年にローヤルクラウン・コーラがアメリカで発売したRC100で、その後各社が追随した。

### 特殊な成分
一般的なコーラには用いられない成分ながら、例えばゲンチアナを加えて苦味を出したオーヴェルニャ・コーラのような特殊なコーラも存在する。また、酒類ではない一般的なコーラの中にも香料の溶媒などとして用いられているエタノールが極微量含有されている例が見られる他に、酒類の中にはコーラの風味を持たせた製品も存在する。

## 各国の状況

### 世界
非常に多様なコーラ風の清涼飲料水が世界各地に存在しており、またそれらが様々な風味であることから、人によっては特定企業の製品を好んで飲用することもある。この風味の違いは、同じ会社の製品であっても年代により様々な変化を見せるが、これは各々の会社が時代の流行を反映していることに起因する。ただしそうした企業戦略は、旧来のファンが味の変更を嫌い、競合他社に切り替えるというリスクも同時に伴うことになる。各社のシェア争いは熾烈を極め、外食産業チェーン店や国際イベントでの採用を巡っては、様々な営業上の駆け引きも行われ、その熾烈さもあって「コーラ戦争」と形容されることもある。

### アメリカ
アメリカにおけるコーラ戦争においては主要メーカーにより莫大な広告費が掛けられるのが通例で、近年では全米規模でGPSを使って懸賞賞品をその場にお届けなどといった社会現象さえ巻き起こしている。またボトルキャップフィギュアなどの、後にコレクター市場が成立するようなアイテムの付録が付くといったイベントも度々行われている。

### 日本
1914年（大正3年）に発刊された高村光太郎の詩集『道程』においてコカコーラが紹介されている。
1960年代には日本においてもコーラブームが到来し、当時、全国各地に散在した中小飲料メーカーが「コーラ」と名の付く製品を次々と発売した。しかし、コカ・コーラに代表される大手メーカーには到底及ばず、多くの業者が比較的短期間でコーラ製造から撤退した。
一方で、「しずおか茶コーラ」（静岡県島田市）、「金沢カレーコーラ」（石川県金沢市）、黒糖を使った「ブラックケインコーラ」（沖縄県の伊江島）、「甲賀コーラ」（滋賀県甲賀市）など定着したご当地コーラも複数あるほか、独自にブレンドしたコーラを提供する飲食店もある。柑橘類のシラヌヒ（不知火）を使う「熊本クラフトコーラ」のように、こうした地域・店独自のコーラを「クラフトコーラ」と呼ぶこともある。クラフトコーラは香辛料やハーブ、各種柑橘類、ショウガなどを煮立ててそれぞれの味を出す。北海道では地元産のテンサイ糖で甘味をつけるなどして地域おこしとして商品開発に取り組む例が多い。家庭でつくる人もいる。最近では麹甘酒をベースにしたUMAMI COLAなど、第3世代とも呼ばれる様々な切り口のクラフトコーラもでてきた。
2021年6月以降には、カルディコーヒーファームの「ドライクラフトコーラ」や、ポッカサッポロフード&ビバレッジの「THE CRAFT COLA」など、大手企業からもクラフトコーラが発売されるようになった。

### 東欧
ユーゴスラビア社会主義連邦共和国では1953年、コカ・コーラに似せて開発された炭酸飲料Cockta（コクタ、カクテルに由来）が発売された。スロベニアにあったワイン会社の幹部がコカ・コーラを持ち帰って類似商品の国産化を計画し、勤務していた食品科学者エメリク・ゼリンカがレシピを考案した。カフェインは含まず、10種類以上のハーブやレモン、オレンジでフレーバーをつける。ユーゴスラビア解体後の21世紀も、旧ユーゴの一国クロアチアのアトランティック・グループが生産を引き継いでいる。
ドイツ民主共和国（東ドイツ）でも、1958年にヴィタ・コーラ（Vita-Cola）が開発され、ライセンス生産を含め100を超える国内企業で生産された。ドイツ再統一後にほとんどが製造中止となったが、1994年にテューリンゲン州の飲料メーカーによって大規模生産が再開された。他にも、東ドイツでは1967年にクルプ・コーラ（Club-Cola）が開発され、ベルリンの国営飲料工場で生産された。ドイツ再統一後に製造中止となった後、1992年に同ブランドのコーラが復活したが、製法は別のものに変更された。

## 歴史

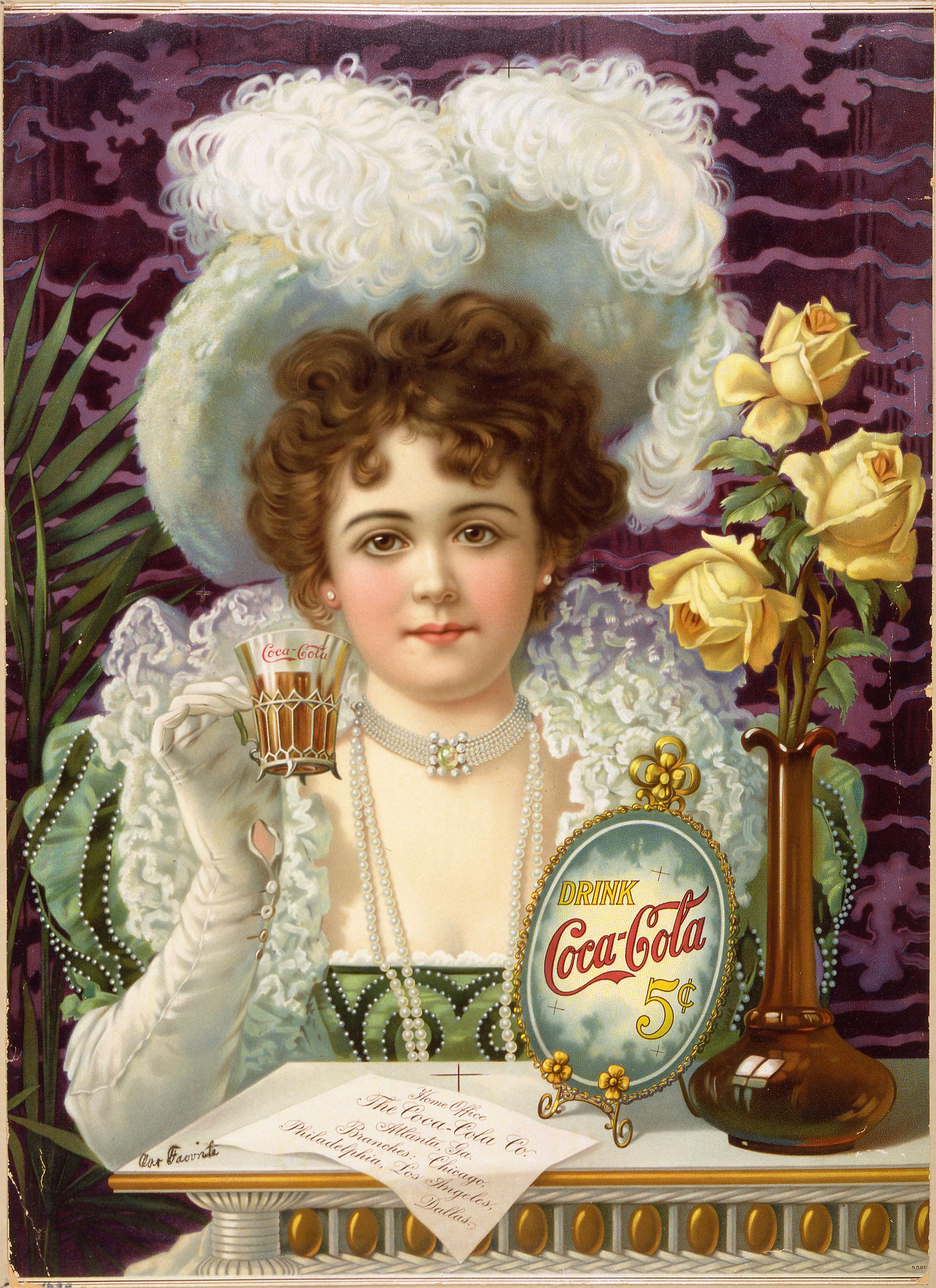
コカ・コーラの広告 1890年代のアメリカ合衆国のもの。価格は5セントとある。

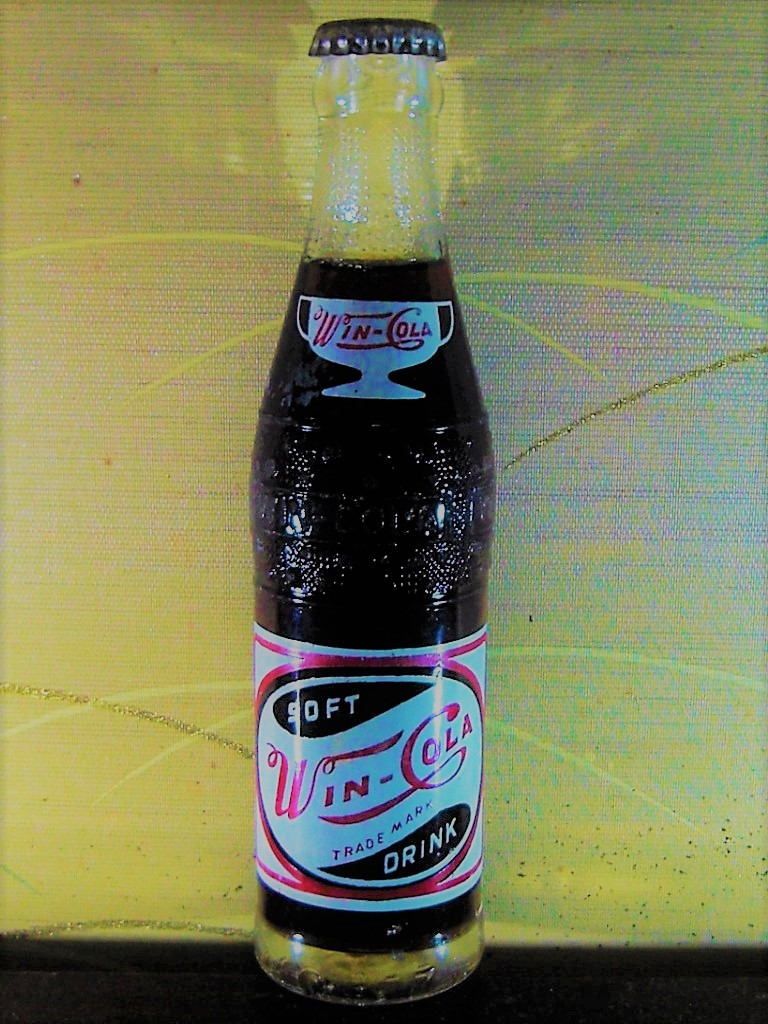
ウィンコーラ
1952年発売当初の製品

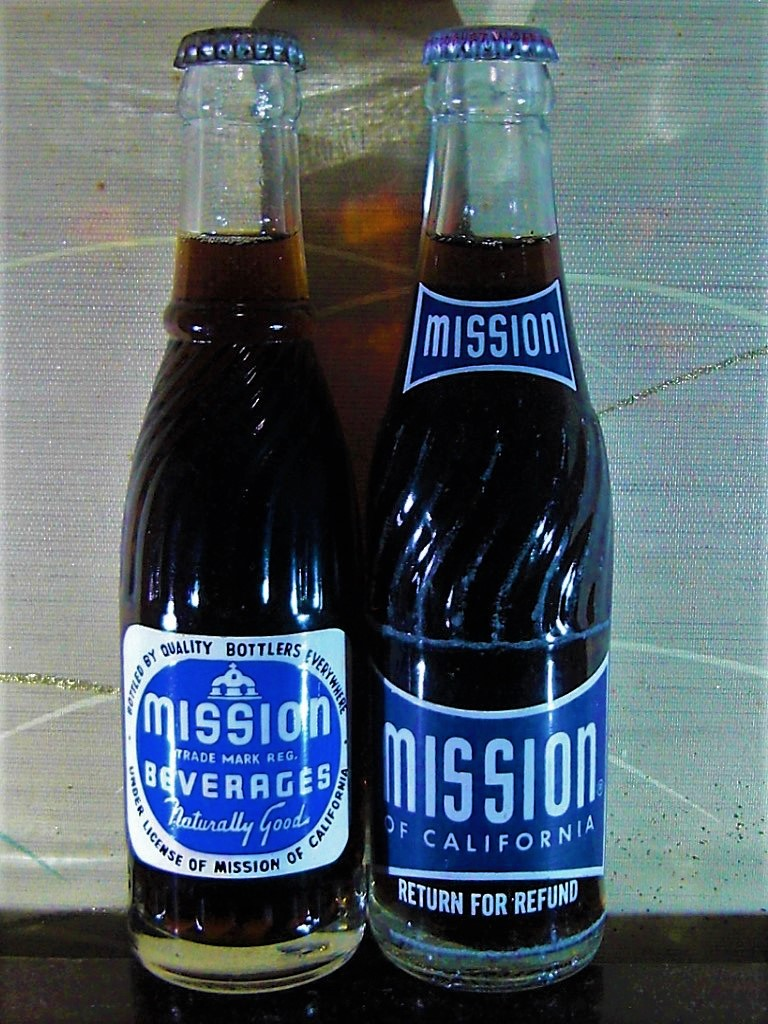
ミッションコーラ
日本国内製造品
左：1950年代の瓶
右：1960年代後半以降の瓶

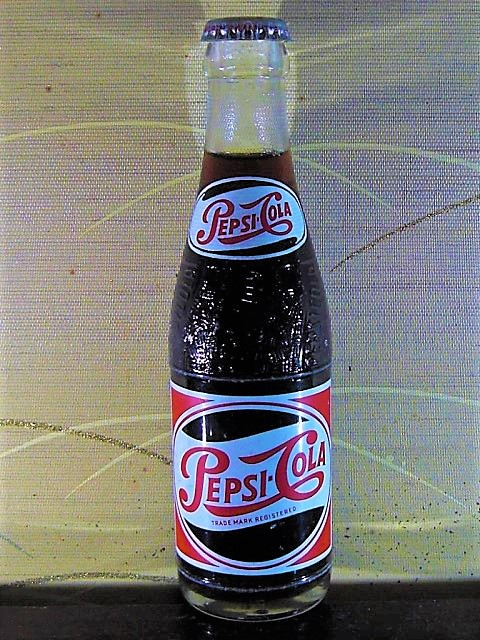
ペプシコーラ
1960年代初頭の日本国内製造品

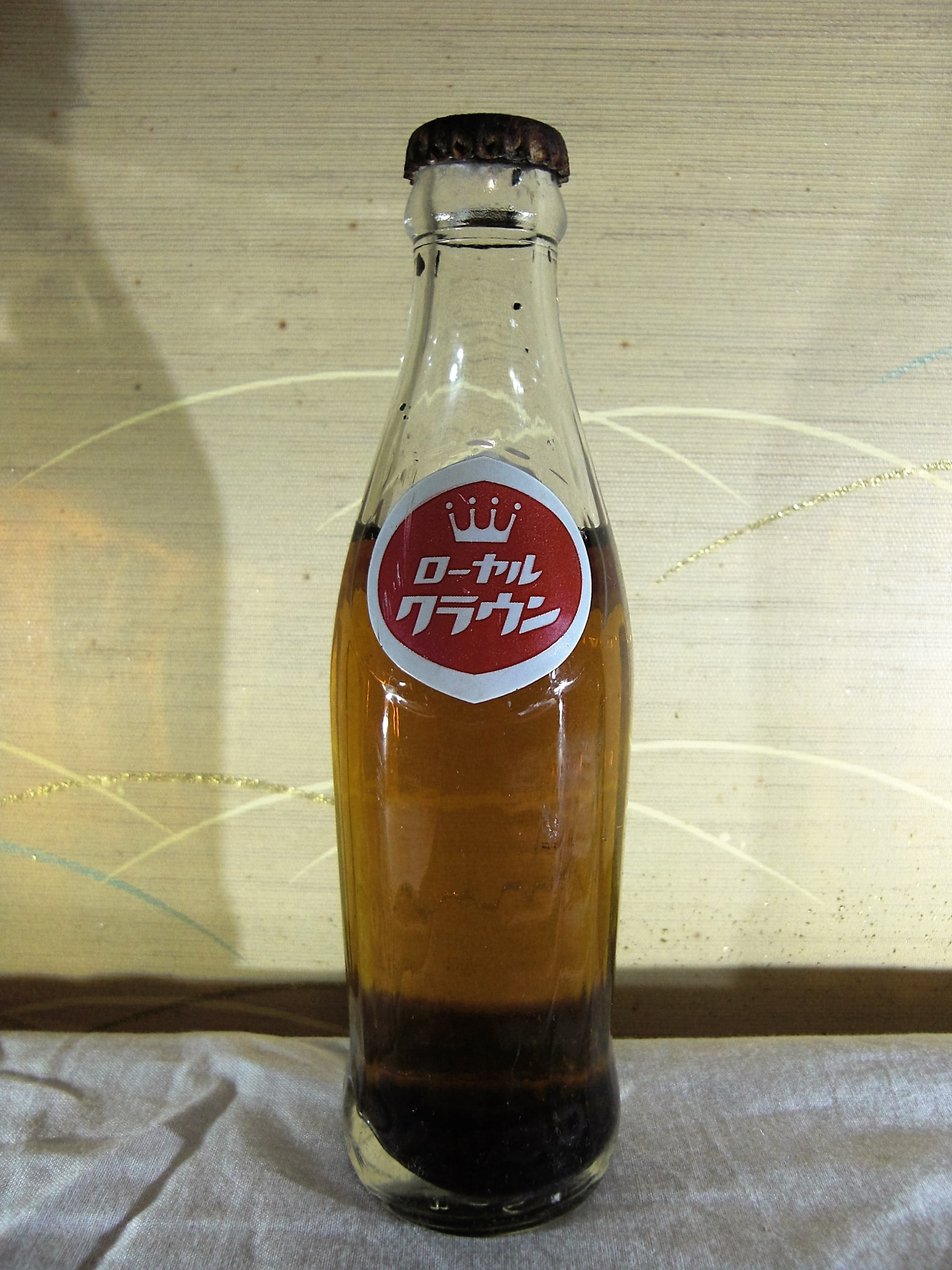
ローヤルクラウンコーラ
日本国内製造品
1964年頃の瓶

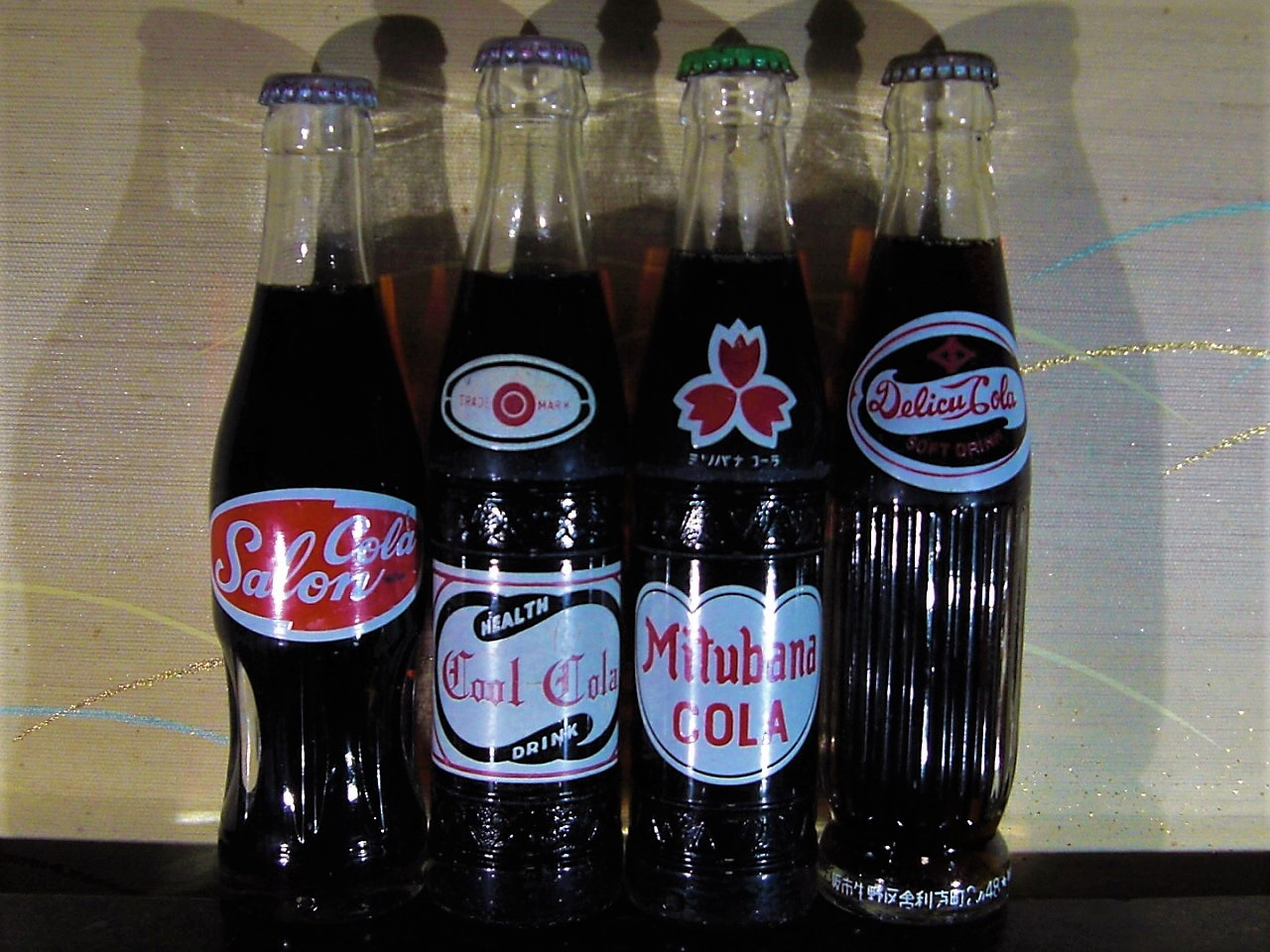
ローカルコーラの一例
左：サロンコーラ（神奈川県）
中左：クールコーラ（大阪府）
中右：ミツバナコーラ（大阪府）
右：デリッシュコーラ（大阪府）

| 年       | 月   | 出来事 |
| -------- | ---- | --- |
| 1886年   | 5月  | アメリカ合衆国にてコカ・コーラ発明。 |
| 1888年   | -    | ザ コカ・コーラ カンパニー創業。 |
| 1898年   | -    | アメリカ合衆国にてペプシコーラ開発。 |
| 1902年   | -    | ペプシ・コーラ カンパニー創業。 |
| 1905年   | -    | アメリカ合衆国にてシェロ・コーラ開発。 |
| 1907年頃 | -    | アメリカ合衆国の旧南部連合諸州で禁酒令の制定が進み、禁酒用ドリンクとしてコカ・コーラの需要が急増する。 |
| 1912年   | 12月 | 高村光太郎の「狂者の詩」に「コカコオラもう一杯」と登場。 |
| 1919年   | -    | 明治屋によってコカ・コーラが初めて輸入販売、明治屋の広告雑誌『嗜好』にコカ・コーラの広告掲載。 |
| 1929年   | -    | アメリカ合衆国でミッション・コーラ発売。 |
| 1934年   | -    | ローヤルクラウンカンパニーよりRCコーラ発売。 |
| 1945年   | 10月 | GHQの指示でザ コカ･コーラ エクスポート コーポレーションが日本6箇所にコカ・コーラ充填工場を設立（～1952年）。 |
| 1952年   | -    | 日米通商公社よりウィン・コーラ発売。 日本ミッションジュースよりミッション・コーラ発売。 |
| 1953年   | -    | ミッション・コーラの日本国内での生産開始。 |
| 1955年   | -    | コカ・コーラ社より缶入りコカ・コーラ発売開始。 |
| 1956年   | 11月 | コーラ飲料の原液輸入を認可。 |
| 1957年   | -    | 東京飲料がコカ・コーラの一般向け販売を開始。 ペプシコーラ発売。 |
| 1958年   | 3月  | 日本コカ・コーラ設立。 |
| -        | 6月  | 明治屋よりMYコーラ発売。 |
| -        | 12月 | 日本で農林省が駐留軍以外へのコカ・コーラの外国人向け販売を許可。 |
| 1960年   | 8月  | 壽屋とローヤルクラウンカンパニーの販売契約締結。 |
| 1961年   | -    | グリコよりグリコ・コーラ発売。 コクカよりニッポン・コーラ発売。 札幌麦酒よりサッポロ・コーラ発売。 福水社よりグット・コーラ発売。 日本麦酒よりリボン・コーラ発売。 壽屋よりRCコーラ発売。 清水食品よりSSKソフト・コーラ発売。                           |
| -        | 10月 | 日本でコーラ飲料の輸入全面自由化。 |
| 1962年   | -    | 「スカッと さわやか コカ・コーラ」のコピー登場。 静岡柑協連より富士コーラ発売。 小原よりコアップガラナ・コーラ発売（開発は全清飲）。 東洋醸造よりアルコール入り45ジェット・コーラ発売。 森永乳業よりスパーク・コーラ発売。 明治製菓より明治コーラ発売。 |
| -        | 4月  | 東京飲料株式会社が東京コカ・コーラボトリング株式会社に社名変更。 |
| -        | 10月 | コカ・コーラのCMソングが電波にのり、爆発的人気となる。 |
| 1963年   | 4月  | 三共よりLCコーラ発売。 |
| -        | 7月  | 武田薬品よりプラッシー・コーラ発売。 |
| 1965年   | -    | 国際飲料よりフレッシュ・コーラ発売。 |
| -        | 11月 | コカ・コーラ社より250ml缶発売。 |
| 1966年   | 6月  | リンプルトップ登場。 |
| -        | 11月 | ウィンコーラ倒産。 |
| 1974年   | 12月 | 長野コカ・コーラボトリングより1リットル瓶発売。 |
| 1975年   | -    | コカ・コーラ社によるラッセルヨーヨープロモーション実施。 |
| 1981年   | 1月  | 森永製菓より森永クリーム・コーラ発売。 |
| 1989年   | 3月  | ポッカよりローヤルクラウン・コーラ（RCコーラ）発売。 |
| 1990年   | -    | 上島珈琲よりジョルト・コーラ発売。 |
| 1991年   | 5月  | アサヒビールよりシュウェップス・コーラ発売。 |
| 1991年   | 12月 | サッポロビールよりゴールデン・コーラ発売。 |
| 1992年   | -    | 日本たばこ産業よりハードジョイト・コーラ発売。 |
| 1992年   | 3月  | コカ・コーラ社よりカフェインフリーダイエットコーク発売。 |
| 1993年   | 3月  | コカ・コーラ社よりタブ・クリア発売（日本では成功せず製造中止）。 |
| 1996年   | -    | ポッカとローヤルクラウンカンパニーの販売契約解消。 RCコーラは日本市場から撤退。 |
| 1997年   | -    | 日本におけるペプシコーラの販売代理権がサントリーに移行し、サントリーフーズが販売。 |
| 1998年   | -    | 中国で初の中国産コーラ（非常可楽）発売。 |
| 2005年   | 6月  | コカ・コーラ社よりコカ・コーラ ゼロ発売。 |
| 2006年   | -    | サントリーフーズよりペプシネックス発売。 |
| 2010年   | 2月  | サンガリアよりロサンゼルスコーラ発売。1990年代から2005年まで発売していたロサンゼルスコーラの復刻版として発売された。 |
| 2010年   | 5月  | アサヒ飲料よりグリーンコーラ発売。 |
| 2010年   | 6月  | キリンビバレッジよりキリンコーラ発売。 |
| 2012年   | 4月  | キリンビバレッジよりキリンメッツコーラ（特定保健用食品許可）発売。 |
| 2012年   | 6月  | 日本たばこ産業（ジェイティ飲料）より沖縄黒糖コーラ発売。 |
| 2012年   | 11月 | サントリーフーズよりペプシスペシャル（特定保健用食品許可）発売。 |
| 2014年   | 3月  | 日本たばこ産業（ジェイティ飲料）よりコーラショックプラス発売。 |
| 2017年   | 3月  | コカ・コーラ社よりコカ・コーラプラス（特定保健用食品許可）。 |
| 2019年   | 4月  | サントリーフーズよりペプシ ジャパンコーラ、ペプシ ジャパンコーラ ゼロ 発売。 |
| 2019年   | 9月  | サントリーフーズよりPEPSI NEXII(ペプシ ネックスツー)（特定保健用食品許可）発売。 |
| 2021年   | 6月  | サントリーフーズよりペプシ〈生〉、ペプシ〈生〉ゼロ 発売。 |

## 課題
肥満防止策について
アメリカ合衆国飲料協会（ABA）では、青少年の肥満防止策の一環として2008年から段階的に、コーラを始めとした砂糖分の多い清涼飲料の小・中学校内での販売を自主規制する方針である。またアメリカ合衆国では、マクドナルドやペプシコなど11の大企業が、12歳以下の子供にジャンクフードの広告を止めることで合意している。この「合意」とは、米国の大手食品メーカー11社が、12歳未満の子供への適切な栄養規格を満たさない広告の出稿停止に同意したものだが、これはジャンクフード全般を対象としたものであり、コーラ飲料製品を特定して批判したものではない。
また、この件で学校内販売を自粛する飲料は炭酸飲料だけでなく冷やした紅茶、牛乳等の伝統的飲料も含まれ、さらに、低カロリー清涼飲料、果汁100パーセントのジュース、低脂肪乳も供給量が制限される。逆に、ダイエット系炭酸飲料は導入が進められるため、コーラ等の炭酸飲料が狙い撃ち的にかつ無条件で否定されているわけでも販売供給が禁じられているわけでもない。
コーラは骨折率を5倍にする？
「炭酸飲料は少女の骨折率を3倍にし、特にコーラは5倍にした」というレポートが纏められている。これは化学的、生理学的実験ではなく、いわゆる「十代の妊娠」を防ぐプロジェクトの中で、都市部の女子高校生460人を対象にアンケートを用いて行なわれた、「医師から骨折と診断された経験があるかどうか」の調査結果に基づくものである。使われた質問紙は、ダイエットコーラ、砂糖入りコーラ、コーラ以外のダイエット型炭酸飲料、コーラ以外の砂糖入り炭酸飲料に分けて、その愛飲習慣の有無、度合いを問うている。
しかし、「ダイエット」飲料の定義は特に厳密に定めずに質問が行なわれている。また、表示されたアンケート結果は、そういったコーラや炭酸飲料の含有糖分の量、有無を区別せず、全体として骨粗鬆症を含む幾つかの「炭酸飲料消費の影響に関して大きな心配があります」と述べているのみである。「炭酸」自体の影響には言及していない。無炭酸飲料との比較は全くしていない。
アメリカ国立骨粗鬆症財団は、2500人を30年追跡調査した結果、通常のコーラに加えノンカフェインコーラやダイエットコーラを毎日飲んでいる場合にも骨密度の低下が見られたため、飲料に含まれるリン酸がカルシウムの吸収を妨げるだけでなく血液を酸性化することで骨からカルシウムを流出させていることが原因ではないかとしている。コーラを飲む習慣がある人の骨密度が低いことが観察され、ノンカフェインのコーラでも同じような傾向が見られたため、コーラに含まれるリン酸やグルコースがカルシウムの吸収を阻害して骨からカルシウムを流出させる原因ではないかと考えられている。
なお、タッカーによるこの研究は主に年配女性や妊婦に関してのものであり、喫煙、飲酒をしなくても常習的コーラ摂取が骨密度低下に関与しているのではないかという相関関係を論じた物である。骨自体はリン酸カルシウムが主な成分でリン酸も骨の成形には必要不可欠であるが、血中リン酸濃度が上がると、血液中のカルシウム量を一定に保とうとするため、骨からカルシウムを取り出してしまうというものである。ノンシュガー、ノンカフェインコーラの骨密度低下も認められるとしながらも、それらはより弱いものであり、また、男性、もしくは男女問わぬ場合のコーラと骨密度低下の関連性は認められなかったとしている。
また、女性5に対して男性6相当の量の炭酸飲料（うち5分の4がコーラ。ノンシュガーか否かは問わず）を飲み、女性より多くコーラを飲んでいると考えられるにもかかわらず、女性の骨密度の方がより低かったとしている。さらに、女性が必要摂取量のカルシウムを摂っていない、コーラに含まれるのリン酸（骨密度低下の原因とタッカーがにらむ）の量など取るに足らないものだ（コーラに含まれるリン酸の量は牛乳よりも遥かに少ない）、という指摘を受けて、タッカーがさらに確度の高い研究が必要だと述べたとも記されている。
微量のエタノールが含有
2012年6月、フランスの国立消費研究所（INC） は、雑誌『6000万人の消費者』の依頼により、コカ・コーラ、コカ・ライト、ゼロ、ペプシ・コーラ、ペプシ・マックスを含むコーラ飲料に、1リットル当たり10ミリグラム（0.001%）のエタノールが含まれている分析結果を公表した。
なお、日本の酒税法において、酒類に分類されないソフトドリンクとはアルコール度数が1%未満、フランスでは1.2%未満の飲料のことであり、ppmオーダーの微量のエタノールがコーラに含まれることが、即ち健康上の問題や特別な事象というわけではない。さらに上記の発表では、含まれるアルコール量については「しかし、非常に低用量の」と断り書きがあり、その数値は「約0.001%/L」である。上の引用記事におけるペプシの広報担当者のコメントに寄れば、この微量に検出されるエタノールはコーラ自体の材料に含まれているのではなく、原料として用いられている成分の一部にエタノールの痕跡（残留）の可能性があると認めている。これは、香料などの溶媒として一般的に使われているエタノールの残留等が考えられる。
さらに当引用記事は、コーラに含まれ得る痕跡的量のエタノールが、戒律により飲酒が厳しく制限されるイスラム文化のハラールにとってどのように受け止められるかを主に問題としているもので、「健康上の問題」として取り上げているのではない。なお、日本で生産される柑橘果汁入り飲料には平均0.09%のエタノールが含まれる。